# Szu-Ninua
Szu-Ninua lub Kidin-Ninua – jeden z wczesnych, słabo znanych królów Asyrii (2 połowa XVII w.. p.n.e.), syn Bazaji, następca Lullaji, ojciec Szarma-Adada II i Eriszuma III; wymieniany w Asyryjskiej liście królów, we fragmencie wersji alternatywnej tej listy (tekst KAV 14), a także w Synchronistycznej liście królów.
Zgodnie z Asyryjską listą królów Szu-Ninua, syn Bazaji, wstąpił na tron asyryjski po samozwańczym królu Lullaji, a następnie panował przez 14 lat. To samo źródło podaje dalej, iż na tronie asyryjskim zasiedli następnie kolejno dwaj jego synowie: Szarma-Adad II i Eriszum III. Z kolei we fragmencie wersji alternatywnej Asyryjskiej listy królów (tekst KAV 14), pomijającym władców asyryjskich od Aszur-dugula do Lullaji, Szu-Ninua przedstawiany jest jako założyciel nowej dynastii, która objąć miała władzę w Asyrii po upadku amoryckiej dynastii Szamszi-Adada I. Imię Szu-Ninuy wymienia również Synchronistyczna lista królów, wedle której miał on być współczesny babilońskiemu królowi Ekurduannie z I dynastii z Kraju Nadmorskiego. Jak dotychczas nie odnaleziono żadnych inskrypcji królewskich należących do Szu-Ninuy.